# Juliusz Zakrzewski
Juliusz Zakrzewski (ur. 1924 w Warszawie, zm. 1995) – polski specjalista w dziedzinie teorii procesów włókienniczych, profesor Politechniki Łódzkiej.

## Życiorys
W 1952 roku otrzymał dyplom magistra inżyniera na Wydziale Włókienniczym Politechniki Łódzkiej, gdzie jeszcze w czasie studiów rozpoczął działalność naukowo-dydaktyczną. W 1947 roku pracował w byłej Wyższej Szkole Gospodarstwa Wiejskiego, a następnie od 1950 roku pracował w Katedrze Matematyki PŁ. Równolegle w latach 1950-1953 pracował w Instytucie Włókiennictwa w Łodzi na stanowisku kierownika pracowni. W 1958 roku uzyskał stopień naukowy doktora, w 1963 roku stopień doktora habilitowanego, a w 1976 roku otrzymał tytuł profesora nadzwyczajnego.
Jest autorem ponad 50 publikowanych prac naukowych, 4 patentów, podręcznika akademickiego oraz skryptów. Wypromował 9 doktorów. Doprowadził do skutecznej współpracy Wydziału Włókienniczego z przemysłem lekkim. W czasie swojej pracy w Politechnice Łódzkiej pełnił wiele funkcji organizacyjnych, z których ważniejsze to: dziekan Wydziału Włókienniczego (1966-1969), prorektor ds. współpracy z przemysłem oraz Filii w Bielsku-Białej (w latach 1970-1972), dyrektor Instytutu Maszyn i Urządzeń Włókienniczych (1970-1974), kierownik Zakładu Eksploatacji Maszyn Włókienniczych od roku 1968. Za swoją działalność naukową, dydaktyczno-wychowawczą i organizacyjną, przyznano mu liczne odznaczenia oraz honorowe odznaki. 
Pochowany na cmentarzu komunalnym Doły w Łodzi.